# Desaparición de Dennis Martin
Dennis Lloyd Martin (nacido el 20 de junio de 1962) es un niño estadounidense que desapareció el 14 de junio de 1969 en el parque nacional de las Grandes Montañas Humeantes en Tennessee a la edad de seis años. El trabajo de búsqueda fue el más extenso de la historia del parque, con la participación de aproximadamente 1.400 buscadores que cubrieron un área de 150 km².

## Desaparición
Dennis Martin, un niño de seis años residente en Knoxville, estaba visitando el parque nacional de las Grandes Montañas Humeantes junto con su padre, su abuelo y su hermano mayor el fin de semana del Día del Padre de 1969. La acampada era una tradición familiar para los Martin. La familia fue de excursión desde Cades Cove a Russell Field y acampó durante la noche. Al día siguiente, fueron a Spence Field, cerca del Sendero de los Apalaches, donde pensaban pasar la noche.
Martin desapareció el 14 de junio a las 16:30 horas mientras planeaba sorprender a los adultos con su hermano y otros niños de otra familia con la que acampaban los Martin; la última vez que lo vio su padre fue detrás de un arbusto para esconderse, con la intención de sorprender a los adultos junto con los otros niños. Después de no verlo durante unos cinco minutos y cuando todos los demás niños habían regresado al campamento, su padre se preocupó y comenzó a buscarlo. Su padre corrió por el sendero durante casi tres kilómetros, hasta que estuvo seguro de que no podría haber llegado más lejos. Tras varias horas, pidieron ayuda a los guardas del Servicio de Parques Nacionales.
La zona en la que desapareció Martin tiene pendientes pronunciadas y barrancos. En la zona habitan animales salvajes como serpientes de cabeza de cobre, osos, cerdos salvajes y linces. Poco después de la desaparición de Martin se desató un aguacero que dejó 7,6 cm de lluvia en cuestión de horas, lo que eliminó las huellas de los senderos y provocó la crecida de los arroyos. Las temperaturas de la noche del 14 de junio descendieron hasta casi 10 °C.

## Investigación
Los trabajos de búsqueda, incluida una búsqueda separada por la Guardia Nacional y las Fuerzas Especiales, no encontraron ningún rastro. Las fuertes lluvias caídas durante el primer día de búsqueda y la intensa niebla del día siguiente dificultaron los trabajos. Hasta 1.400 personas participaron en las labores de búsqueda, lo que pudo ocultar posibles pistas. Se encontraron huellas en la zona, pero se descartó que fueran de Martin y los funcionarios del parque determinaron que habían sido dejadas por un boy scout que participaba en la búsqueda. Las huellas, que pertenecían a un niño, conducían a un arroyo, donde desaparecían. Las huellas indicaban que llevaba un pie descalzo, mientras que el otro llevaba un Oxford (el tipo de zapato que llevaba Martin) o una zapatilla de tenis. El guardabosques retirado y autor Dwight McCarter cree que las huellas probablemente pertenecían a Martin, ya que no formaban parte de un grupo y ninguno de los boy scouts buscaba descalzo.
También se encontraron un zapato y un calcetín. El 22 de junio se habían cubierto 150 km² de terreno. Más de mil buscadores siguieron buscando hasta el 26 de junio, cuando se redujo la búsqueda. La búsqueda se abandonó el 29 de junio, tras hacer un  último intento. La búsqueda se cerró oficialmente el 14 de septiembre de 1969. Sigue siendo la mayor búsqueda en la historia del parque nacional de las Grandes Montañas Humeantes.

## Consecuencias
El padre de Dennis ofreció una recompensa de 5.000 dólares (equivalente a 34.859 dólares en 2019) por información. Los psíquicos, entre ellos Jeane Dixon, ofrecieron pistas, pero no se encontró nada. Unos años después, un buscador de ginseng afirmó haber descubierto los restos esqueléticos dispersos de un niño pequeño en Big Hollow, Tremont. Se guardó el hallazgo para sí mismo hasta 1985 por miedo a ser perseguido por el ginseng ilegalmente recogido. En una búsqueda posterior no se encontró nada.
La infructuosa búsqueda de Martin llevó al Servicio de Parques Nacionales a revisar y modificar sus políticas de búsqueda de personas desaparecidas.

## Teorías
Existen tres teorías principales sobre lo que le ocurrió a Martin.
- La primera es que se perdió y pereció por exposición a la intemperie u otra causa, probablemente durante la primera noche. Esta es la teoría más probable según los responsables del parque.[1]
- La segunda es que fue atacado por un oso hambriento (o, menos probablemente, por un cerdo salvaje) y se lo llevaron.[5]
- La tercera es que fue secuestrado y sacado del parque por algo o alguien. Su padre era partidario de la tercera teoría.[17] La tarde en que Martin desapareció, el turista Harold Key y su familia oyeron un "grito enorme y espeluznante" y poco después vieron a un hombre de aspecto peludo que subía corriendo por el sendero con algo colgado del hombro. Los guardas del parque y la Oficina Federal de Investigación concluyeron que no había pruebas suficientes para relacionar el avistamiento con la desaparición de Martin, sobre todo teniendo en cuenta que el avistamiento de Key se produjo a unos ocho kilómetros de distancia del lugar en el que Martin desapareció. El avistamiento se produjo poco después de la desaparición de Dennis. La familia también añadió que el hombre del bosque tenía algo colgado de su hombro, de un rojo muy visible, que coincidía con el color de la camisa que llevaba Martin el día que desapareció.[16][5]

## Otras lecturas
- Dwight McCarter; Ronald Schmidt (1998). Lost!: A Ranger's Journal of Search and Rescue. Graphicom Press. ISBN 978-0-9641734-1-5.